# Gorazd Žmavc
Gorazd Žmavc, est un homme politique slovène. Il est ministre sans portefeuille, chargé des slovènes de l'étranger depuis le 24 février 2014.